# Trimma agrena
Trimma agrena es una especie de peces de la familia de los Gobiidae en el orden de los Perciformes.

## Morfología
Los machos pueden llegar a alcanzar los 2,08 cm de longitud total.

## Hábitat
Es un pez de Clima tropical y asociado a los  arrecifes de coral hasta los 11 m de profundidad.

## Distribución geográfica
Se encuentra en Malasia, las Filipinas y Indonesia.

## Observaciones
Es inofensivo para los humanos.